# زیاگان
زیاگان (به انگلیسی: fauna) مجموعهٔ گونه‌های جانوری هستند که در دوره‌ای معین در یک منطقهٔ جغرافیایی زیست می‌کرده یا می‌کنند. اصطلاحی که به همین معنی برای گیاهان استفاده می‌شود، گیاگان است. به مجموع گیاگان و زیاگان، زیواگان می‌گویند.

## دسته‌بندی
- کلان‌زیاگان (Megafauna)
- درشت‌زیاگان (Macrofauna) (جانداران کف دریا و خاک‌زی بزرگتر از ۰٫۵ میلی‌متر)
- نیمه‌بزرگ‌زیاگان (Meiofauna) (در جانداران آب شیرین و دریا)
- میان‌زیاگان (Mesofauna)
- ریززیاگان (Microfauna)
- روزیاگان (Epifauna)
- درزیاگان (Infauna)
- آب‌زیاگان (Stygofauna)
- زیاگان آب شیرین (Limnofauna)
- غارزیاگان (Troglofauna)
- پنهان‌زیاگان (Cryptofauna)
- سرمازیاگان (Cryofauna)
- فرازیاگان یا بیگانه‌زیاگان (Xenofauna)